# Karen Strier

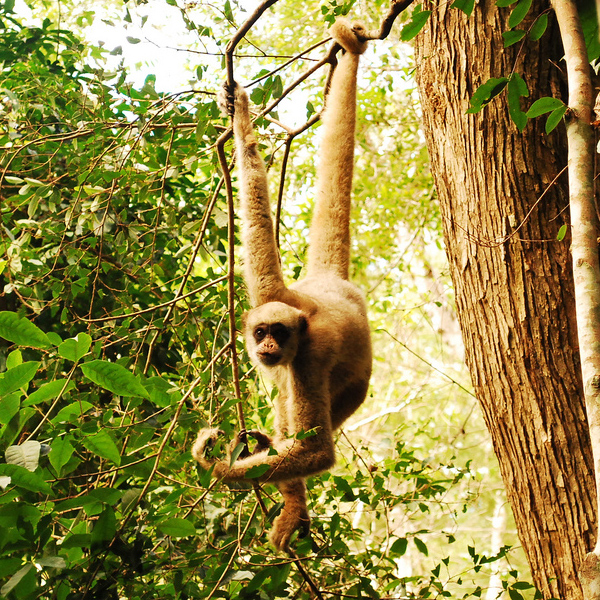
Muriqui-do-norte. Fêmea em Caratinga, Minas Gerais

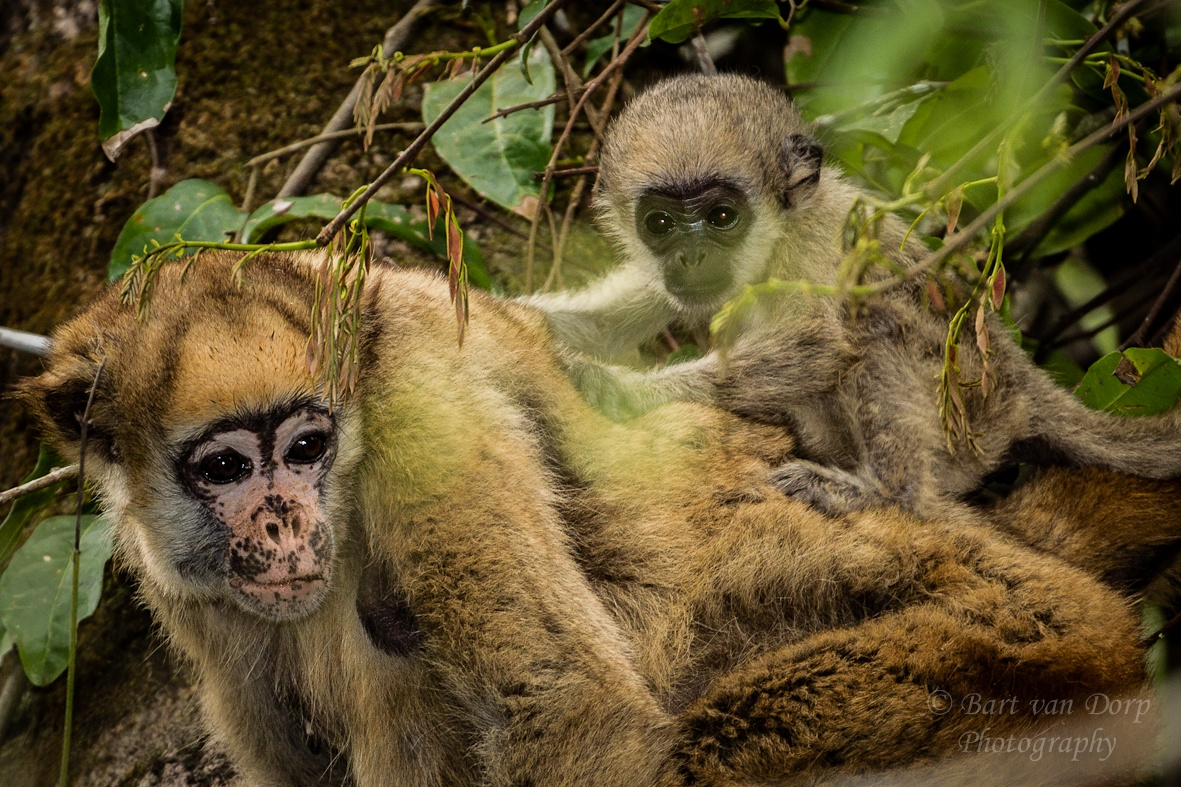
Muriqui-do-norte. Fêmea adulta com filhote na Reserva Particular do Patrimônio Natural Feliciano Miguel Abdala

Karen B. Strier é uma antropóloga estadunidense. Atualmente preside a Sociedade Internacional de Primatologia e membro-honorário da Sociedade Brasileira de Primatologia.
Strier ocupa as cadeiras de Vilas Research Professor e Irven DeVore Professor of Anthropology na Universidade de Wisconsin–Madison. O tema principal de sua pesquisa é o muriqui-do-norte, espécie endêmica da Mata Atlântica e um dos primatas mais criticamente ameaçados do planeta. É co-editora do Annual Review of Anthropology. No Brasil, é diretora de pesquisa da Sociedade para a Preservação do Muriqui, gestora da Reserva Particular do Patrimônio Natural Feliciano Miguel Abdala.

## Formação acadêmica e carreira
Karen Strier se formou pelo Swarthmore College, em 1980, nas áreas de Ciências sociais e Biologia. Continuou seus estudos na Universidade de Harvard, na área de antropologia, obtendo o mestrado em 1981 e o doutorado em 1986.
Depois de permanecer em Harvard por mais um ano, assumiu uma posição no Beloit College e mais tarde, em 1989, transferiu-se para a Universidade de Wisconsin-Madison, onde foi Hilldale Professor de 2006 a 2011 e tornou-se DeVore Professor em 2009 e Vilas Professor em 2011.
Sua pesquisa tem como principais focos entender a ecologia comportamental de primatas numa perspectiva comparada e contribuir com os esforços de conservação desses animais. O muriqui-do-norte, que Strier estuda desde 1982 na Mata Atlântica brasileira, é um modelo para comparações com outros primatas. Uma das atuais prioridades de seu estudo de campo de longo prazo é entender como flutuações demográficas estocásticas e histórias de vida de indivíduos da espécie afetam viabilidades populacionais e comportamentos. Strier pesquisa também variações no nível populacional e sua relevância para a pesquisa básica na antropologia biológica.

## O Projeto Muriqui de Caratinga
Iniciado em 1983, o Projeto Muriqui de Caratinga é um dos mais antigos estudos de campo ativos sobre um primata em vida selvagem. A longo de sua existência, o projeto fez descobertas significativas sobre a ecologia do comportamento, a biologia reprodutiva e histórias de vida dos muriquis-do-norte, ampliando a compreensão científica dos primatas em geral e contribuindo muito para a conservação e o manejo desta espécie.
É desenvolvido na Reserva Particular Patrimônio Natural – Feliciano Miguel Abdala (RPPN-FMA), localizada perto da cidade de Caratinga, em Minas Gerais. Embora tenha somente certa de 1.000 hectares, esta reserva abriga uma das mais importantes populações de muriquis-do-norte. A sobrevivência dos muriquis desta população é essencial para a sobrevivência da espécie, da qual se estima que menos de 1.000 indivíduos existam, em poucos fragmentos da Mata Atlântica;
Desde o começo do projeto, a população de muriquis de Caratinga cresceu significativamente. A pesquisa ali desenvolvida está documentando a influência de fatores de flutuação demográfica, como a proporção entre o nascimento de machos e o de fêmeas e a sobrevivência, nas adaptações comportamentais e ecológicas dos muriquis.
Dirigido por Karen B. Strier em colaboração com Sérgio Lucena Mendes (Universidade Federal do Espírito Santo), o projeto tem uma longa e continuada tradição de preparar estudantes brasileiros. Desde 1983, mais de 75 alunos de graduação e pós-graduação já participaram dele, contribuindo para o monitoramento de longo prazo e individual dos membros da população."

## Extrato do livroO Muriqui, Símbolo da Mata Atlântica
"O projeto [Projeto Muriqui de Caratinga] foi iniciado com as pesquisas de Karen B. Strier para a tese de doutorado da Universidade de Harvard. Karen estava interessada em testar hipóteses sobre a relação entre a ecologia alimentar dos primatas e organização social. Quando ela ouviu seu orientador, Prof. Irven DeVore. falar sobre os muriquis, percebeu que havia encontrado o objeto de estudo ideal. DeVore estava narrando um documentário, O Grito do Muriqui, produzido por Dr. Russell Mittermeier, que na época era vice-presidente do World Wildlife Fund, e Andrew Young, estudante e cineasta de Harvard.  Karen tinha programado um estudo piloto de dois meses a partir de junho de 1982 e Mittermeier concordou em apresentá-la para os muriquis da Fazenda Montes Claros e para os conservacionistas brasileiros, como o professor Célio Valle e seus alunos da Universidade Federal de Minas Gerais.
"Para Karen, foi amor à primeira vista. Os muriquis eram tão fascinantes quanto apareceram no filme do World Wildlife Fund e o sr. Feliciano foi um gentil e generoso anfitrião durante a sua estadia. Ela também estava entusiasmada com os seus planos para voltar em junho de 1983 para um estudo de 14 meses, que seria a base de sua tese de doutorado. (...)
"Originalmente, a pesquisa era concentrada na obtenção de informações básicas sobre a alimentação dos muriquis, comportamento social e comportamento sexual, através da observação de um dos grupos que utilizaram parte da floresta mais próxima da base de pesquisa. Para a coleta desses dados comportamentais, era necessário caminhar pela floresta até localizar o grupo e, em seguida, registrar o que cada indivíduo comia, para onde eles iam e como eles interagiam uns com os outros a cada 15 minutos, ao longo do dia. Com o conhecimento das preferências alimentares dos muriquis e de onde esses alimentos estavam na floresta, tornou-se mais fácil prever para onde eles estavam se dirigindo. As observações demonstraram, também, que os muriquis são excepcionalmente pacíficos, com relações sociais tranquilas. (...)

"Essas observações iniciais permitiram a comparação dos muriquis com outros primatas, de maneira a inseri-los na literatura científica comparativa. Semelhante a outros campos da ciência e outros estudos científicos de outros primatas, cada nova descoberta sobre os muriquis levou a novas questões e, consequentemente, nosso foco mudou ao longo dos anos. Por exemplo, a chegada de dois muriquis adolescentes do sexo feminino, durante o primeiro ano do projeto, juntamente com as fortes relações amigáveis entre os machos, sugeriu para Karen que a sociedade muriqui era caracterizada por fêmeas que dispersam de seus grupos natais e machos que permaneceram com suas mães e  parentes do sexo masculino por toda a vida. A confirmação desse padrão levou anos para se estabelecer, mas foi uma descoberta importante, tanto para fins científicos quanto de conservação."

## Prêmios e homenagens
2013 - Membro-honorário, conferido pela Sociedad Latinoamericana de Primatologia (SLAPrim)
2013 - Cidadão Honorário de Caratinga, conferido pela Câmara Municipal de Caratinga - MG
2013 - Pesquisadora Visitante Especial, programa da CAPES - Brasil (bolsa de três anos)
2011 - Membro-honorário, conferido pela Sociedade Brasileira de Primatologia
2010 - Prêmio Notável Primatólogo de 2010, conferido pela Sociedade Americana de Primatólogos (EUA)
2009 - Eleita membro da Academia Americana de Artes e Ciências (EUA)
2006 - Doutorado em Ciência Honorário, conferido pela Universidade de Chicago (EUA)
2005 - Membro da Academia Nacional de Ciências (EUA)
1989 - Prêmio Presidential Young Investigator, conferido pela Fundação Nacional de Ciências (EUA)

## Livros
Strier é autora de:
- Primate Behavioral Ecology (Allyn and Bacon, 1999; 5th ed., Routledge, 2016)
- Faces in the Forest: The Endangered Muriqui Monkeys of Brazil (Oxford University Press, 1992)
- Planning, Proposing, and Presenting Science Effectively - A Guide for Graduate Students and Researchers in the Behavioral Sciences and Biology (Cambridge University Press, 2006) – co-autora, com Jack P. Hailman
- Faces na Floresta (Sociedade para a Preservação do Muriqui, 2007)

É editora-associada de:
- Primates (revista científica)

Foi a editora de:
- Primate Ethnographies (Routledge, 2014).